# Chrysler Highlander
La Highlander è un'autovettura mid-size prodotta dalla Chrysler dal 1940 al 1941. Era disponibile sia in versione con motore a sei cilindri che in versione con propulsore ad otto cilindri. La prima versione citata era posizionata, nell'offerta Chrysler, al top della gamma di questo tipo di vetture, mentre la seconda versione era collocata in una posizione intermedia tra la Saratoga e la New Yorker.

## Storia

### Serie C25 e C26 (1940)
La prima serie della vettura poteva avere installato un motore a valvole laterali e sei cilindri in linea da 3.957 cm³ di cilindrata che sviluppava 108 CV di potenza (C25), oppure un otto cilindri in linea da 5.301 cm³ di cilindrata che erogava una potenza di 135 CV o di 143 CV (C26). La versione con motore a sei cilindri aveva un passo di 3.111 mm, mentre quella con propulsore ad otto cilindri aveva un passo da 3.264 mm. I due modelli erano disponibili in versione coupé, berlina quattro porte e cabriolet. I fanali anteriori erano integrati nei parafanghi. Gli interni erano relativamente lussuosi. Di questa serie, ne furono prodotti 35.067 esemplari della versione con motore a sei cilindri e 17.600 unità dei modelli con propulsore ad otto cilindri.

### Serie C28 e C30 (1941)
Nel 1941 i motori furono confermati, così come la linea. I passi disponibili per il modello con motore a sei cilindri (C28) diventarono due, 3.086 mm e 3.543 mm. Furono aggiunte alla gamma la versione berlina due porte passo corto e, sul telaio a passo lungo, la limousine quattro porte ed otto posti. Il passo dei modelli con propulsore ad otto cilindri (C30) venne accorciato a 3.239 mm. Questa versione era offerta con i medesimi corpi vettura disponibili per i modelli con motore a sei cilindri. Il propulsore della versione ad otto cilindri ora erogava 137 CV o 140 CV. Della versione con motore a sei cilindri vennero prodotti 57.034 esemplari, mentre dei modelli con propulsore ad otto cilindri ne furono assemblate 24.301 unità.